# Fillols
Fillols (katalanisch gleichlautend) ist eine französische Gemeinde mit 208 Einwohnern (Stand 1. Januar 2022) im Département Pyrénées-Orientales in der Region Okzitanien. Sie gehört zum Arrondissement Prades und zum Kanton Le Canigou.

## Nachbargemeinden
Nachbargemeinden von Fillols sind Ria-Sirach im Norden, Taurinya im Osten, Vernet-les-Bains im Süden, Corneilla-de-Conflent im Westen.

## Bevölkerungsentwicklung
| Jahr      | 1962 | 1968 | 1975 | 1982 | 1990 | 1999 | 2017 |
| Einwohner | 238  | 187  | 141  | 163  | 141  | 141  | 185  |

## Sehenswürdigkeiten
- Romanische Kirche Saint-Félix (12. Jahrhundert)
- Ehemalige romanische Kirche Saint-Pierre